# Arcoppia tuberosa
Arcoppia tuberosa är en kvalsterart som beskrevs av Sandór Mahunka 1988. Arcoppia tuberosa ingår i släktet Arcoppia och familjen Oppiidae. Inga underarter finns listade i Catalogue of Life.